# Aulacomerus daktus
Aulacomerus daktus – gatunek błonkówki z rodziny Pergidae.

## Taksonomia
Gatunek ten został opisany w 1990 przez Davida Smitha. Jako miejsce typowe podano miasto San José w Gwatemali. Holotypem była samica.

## Zasięg występowania
Ameryka Północna, znany z Meksyku (stan Chiapas w płd. części kraju), Gwatemali oraz Kostaryki.

## Biologia i ekologia
Rośliną żywicielską jest Mesechites trifida z rodziny toinowatych.